# Hüvelykagylófélék
A hüvelykagylófélék (Solenidae) a kagylók (Bivalvia) osztályába tartozó Veneroida rend egy családja.

## Előfordulásuk
A hüvelykagyló-fajok az Atlanti-óceán északi részének keleti felén és a Földközi-tenger partvidékén a parthoz közeli tiszta vagy iszapos homokban élnek. A kagylókat, egyes emberek megeszik vagy csak csalinak használják tőkehalak és sügérek fogásához.

## Megjelenésük
Eme kagylófajok hossza legfeljebb 20 centiméter, szélessége 2 centiméter. A kagylók növekedése alatt, a héjon évente egy új növekedési gyűrű képződik. A záróizom még akkor is összezárja a kagyló két teknőjét, amikor az állat már elpusztult. A lábizom nagyon erős, ennek segítségével fúrja be magát az állat a homokba. A kagylóknak két légcsövük (szifó) van: az egyik beszívja, a másik a kiválasztási termékekkel együtt kilöki a vizet. A kopoltyúk, a szifó által beszívott vízből felveszik az oxigént. A homokban élő egyes baktériumok miatt léteznek fekete hüvelykagyló egyedek is.

## Életmódjuk
A hüvelykagylófélék helyben ülő állatok. Beássák magukat a tengerparton lévő homokba. A család tagjai, a tengervízből kiszűrt részecskékkel táplálkoznak. Az állatok legfeljebb 10 évig élhetnek.

## Szaporodásuk
A szaporodási időszak április - május között van. Nagy mennyiségű petét és spermát bocsátanak ki a vízbe, a megtermékenyülés külsőleg történik. A lárvák planktonikus életmódot folytatnak, amíg a homokos tengerpartok felé sodródnak.

## Rendszerezés
A családba az alábbi 2 nem és 18 faj tartozik:
- Solen (Linnaeus, 1758)
  - Solen marginatus
  - Solen obliquus
  - Solen rostriformis
  - Solen sicarius
  - Solen viridis
- Ensis (Schumacher, 1817)[1]
  - Ensis arcuatus (Jeffreys, 1865)
  - Ensis californicus Dall, 1899
  - Ensis directus (Conrad, 1843)
  - kis palloskagyló (Ensis ensis) (Linnaeus, 1758)
  - Ensis goreensis (Clessin, 1888)
  - Ensis macha (Molina, 1782)
  - Ensis magnus Schumacher, 1817
  - Ensis megistus Pilsbry & McGinty, 1943
  - Ensis minor (Chenu, 1843)
  - Ensis myrae Berry, 1954
  - Ensis nitidus (Clessin, 1888)
  - Ensis siliqua (Linnaeus, 1758)
  - Ensis tropicalis Hertlein & Strong, 1955